# La Feuillie (Manche)
La Feuillie ist eine französische Gemeinde mit 299 Einwohnern (Stand 1. Januar 2022) im Département Manche in der Region Normandie. Sie gehört zum Kanton Créances und zum Arrondissement Coutances. 

## Lage
Nachbargemeinden sind Créances im Nordwesten, Lessay im Norden, Millières im Nordosten, Muneville-le-Bingard im Südosten und Pirou im Südwesten.
La Feuillie wird vom Fluss Ay tangiert.

## Bevölkerungsentwicklung
| Jahr      | 1962 | 1968 | 1975 | 1982 | 1990 | 1999 | 2008 | 2018 |
| --------- | ---- | ---- | ---- | ---- | ---- | ---- | ---- | ---- |
| Einwohner | 375  | 355  | 318  | 298  | 242  | 263  | 290  | 279  |